# Wichmann II il Giovane
Wichmann II il Giovane, detto anche Wigmann o Wichman (930 circa – 22 settembre 967), fu un membro della dinastia sassone dei Billunghi e conte di Stade.

## Biografia
Era un figlio del conte Wichmann I il Vecchio e della moglie Frederuna, o Bia o Peretheid, figlia di Teodorico di Ringelheim e sorella della regina Matilde. Cugino dell'imperatore Ottone I, divenne noto come un feroce nemico della dinastia ottoniana al potere.
Wichmann forse nacque nell'odierna Wichmannsburg, parte di Bienenbüttel, nella residenza di suo padre. Wichmann I il Vecchio, sebbene primogenito di tre fratelli Billung e per il suo matrimonio legato al re Ottone I, fu ignorato nel conferimento della marca sassone dei Billunghi, che nel 936 venne conferito al fratello minore Ermanno. Wichmann il Vecchio si ribellò contro il re, unendosi alla rivolta del duca Eberardo di Franconia e Tankmaro, ma si arrese subito dopo. Alla morte del padre nel 944, Wichmann il Giovane rimase sotto la tutela di suo zio Ermanno. Quando divenne maggiorenne, riuscì a succedere come conte nell'Angria, anche se non si conosce esattamente quale contea.
Cresciuto alla corte del re Ottone I dopo la morte prematura della madre, Wichmann fece amicizia con il figlio del re Liudolfo, duca di Svevia dal 950. Nel 953 partecipò alla ribellione di Liudolfo contro il re e padre Ottone, combattendo contro le truppe sassoni durante l'assedio del re a Magonza, riaprendo la faida iniziata da suo padre contro lo zio Ermanno, che nel frattempo era stato nominato princeps di Sassonia. Wichmann fu catturato; Ottone impedì che fosse punito più severamente, contrariamente ai desideri di Ermanno. Fu rilasciato nel 954, sebbene non fosse incluso nella riunione generale che seguì la rivolta.
Wichmann e suo fratello Ecberto il Guercio, sentendosi ancora privati della loro eredità, saccheggiarono la Sassonia e nel 955 arrivarono nelle terre degli obotriti slavi a Liubice (Lubecca), dove istigarono una rivolta del principe Nako che fu repressa da Ottone con la battaglia del Raxa. I giovani Billunghi fuggirono alla corte del duca Ugo il Grande di Francia. Quando Ugo morì l'anno successivo, Wichmann dovette tornare in Germania; fu tuttavia graziato dopo aver giurato fedeltà al re Ottone. Nonostante ciò, rimase un avversario implacabile, attaccando diverse volte le terre di suo zio Ermanno, finché non dovette ritirarsi nei territori slavi Lutici, dove fu tollerato dal margravio Gero.
Nel 963 Wichmann era un fuorilegge alla guida di una banda di slavi occidentali (probabilmente pomerani) quando scese in battaglia contro il duca Mieszko I di Polonia, sconfiggendolo due volte e esigendo persino un tributo. Per un breve lasso di tempo, gli fu permesso di tornare in Germania nelle terre di sua moglie, ma fu esiliato ancora una volta da suo zio Ermanno durante la seconda campagna italiana di Ottone. Egli prese contatto con Harold Dente Azzurro per averlo come alleato contro la Sassonia, ma la cosa venne scoperta da un mercante, e questo rese pubblica la tentata alleanza. Nel 967 lui e i pomerani occidentali furono sconfitti a Wolin da un'alleanza di Mieszko e del duca Boleslao I di Boemia e Wichmann fu ucciso in battaglia. Le terre di Wichmann furono confiscate da Ottone e divise in due, metà andando al monastero di San Michele fondato da Ermanno Billung a Luneburgo e metà restante servì per fondare il convento di Keminada (vicino a Bodenwerder) sul Weser.
Gli succedette nella contea di Stade il figlio di Lotario II di Stade, Enrico I di Stade, detto il Calvo. Non si sa con certezza quando avvenne al successione: potrebbe essere divenuto conte durante l'esilio di Wichmann, oppure dopo la sua morte.

## Matrimonio e figli
Secondo la Res gestae saxonicae di Vitichindo di Corvey, Wichmann era sposato. Alcuni studiosi hanno interpretato una clausola nella carta della fondazione dell'abbazia di Corvey come riferita a Wichmann, sua moglie Hathwig e suo figlio Amelung, conte di Bikethop. Alle figlie di Wichmann, Imma e Frederuna, fu permesso di usare la loro eredità, su cui fu fondata Keminada, per tutta la loro vita.